# 狩野周信
狩野 周信（かのう ちかのぶ、万治3年7月2日〈1660年8月7日〉 - 享保13年1月6日〈1728年2月15日〉は、日本の江戸時代前期から中期にかけて活躍した絵師。江戸幕府に仕えた御用絵師で、狩野派（江戸狩野）の中で最も格式の高い奥絵師4家の1つ・木挽町狩野家の3代目。幼名は生三郎、初名は右近で、如川、泰寓斎と号した。父は狩野常信、母は狩野安信の娘。弟に岑信、甫信、子に古信。

## 略伝
狩野常信の長男として生まれる。延宝6年（1678年）19歳の時、4代将軍徳川家綱にお目見え。宝永7年（1710年）10人扶持を受け、正徳3年（1713年）に常信が没したため跡を継いだ。享保4年（1719年）法眼に叙せられ、中務卿と称する。『徳川実紀』「有徳院殿御実紀附録」には、「養朴うせぬる後は、其子如川周信を召して、常にとひはからわせ玉ひしが」とあり、常信没後、有徳院・徳川吉宗の絵画指導をしていた。一方、将軍の寵愛は周信に慢心を生んだらしく、湯浅常山が纏めた『文会雑記』には、弟子の長谷川如辰の言葉として「近頃周信が書崩して、埒もなき絵になりたるは、最早我を圧す絵はなきと云ひ誇る心より、大事の戒を忘れて、散々のことになりたると也」といった悪評も伝えられる。享保13年（1728年）69歳で没。墓は池上本門寺。平成14年（2002年）に同寺の五重塔が解体・修理された際の周辺整備事業として、周信の墓が発掘調査され、筆箱、香箱、眼鏡、煙管、毛抜き、印籠、刀子、銭貨などの副葬品が確認されている。
上記の悪評は事実の一面を表しているらしく、父常信に比べると繊細で筆力が弱く見るべき絵は少ない。弟子に、鳥山石燕、理豊女王、仙台藩お抱え絵師の荒川周良（如慶）など。

## 作品
| 作品名                                           | 技法               | 形状・員数      | 寸法（縦x横cm）                   | 所有者               | 年代                | 落款・印章                               | 備考 |
| ------------------------------------------------ | ------------------ | --------------- | --------------------------------- | -------------------- | ------------------- | ---------------------------------------- | --- |
| 龍田図                                           | 紙本金地著色金砂子 | 襖8面           | 4面：183.0x113.0 4面：183.0x137.0 | 光明寺 (長岡京市)    | 1709年（宝永7年）頃 | 無款                                     | 元内裏常御殿障壁画。無款だが同時代の史料から作者が判明する。 |
| Autumn and Winter Flowers and Birds              | 紙本金地著色       | 六曲一隻        | 155.3x355.0                       | 大英博物館           |                     |                                          | |
| Seven Gods of Good Fortune and Chinese Children  | 紙本金地著色       | 六曲一双        | 175.9x388.6                       | 大英博物館           |                     |                                          | |
| Frolic at the Water's Edge                       | 紙本金地著色       | 六曲一双        | 176.0x381.9                       | フリーア美術館       |                     |                                          | |
| Seven Gods of Good Fortune and Chinese Children  | 紙本金地著色       | 六曲一双        | 175.9x388.6                       | メトロポリタン美術館 |                     |                                          | |
| 秋冬花鳥図                                       | 紙本著色           | 六曲一隻        | 155.3x355.0                       | メトロポリタン美術館 |                     |                                          | |
| 鷹図                                             | 絹本著色           | 1幅             | 127.6×54.0                        | メトロポリタン美術館 |                     |                                          | |
| 美人図                                           | 神本著色           | 1幅             | 101.6x34.4                        | メトロポリタン美術館 |                     |                                          | |
| 西王母・東方朔図屏風（右隻・左隻）               | 紙本墨画淡彩       | 六曲一双        | 150.4x340.6                       | ボストン美術館       |                     | 款記「周信筆」                           | |
| 瀟湘八景図帖                                     | 絹本墨画淡彩       | 1帖             | 17.9x16.3（各）                   | ボストン美術館       |                     | 款記「周信筆」                           | |
| 真山水図                                         | 絹本墨画淡彩       | 1幅             | 46.3x66.2                         | ボストン美術館       |                     | 款記「周信筆」                           | |
| 雪中柳衆鳥図                                     | 絹本墨画淡彩       | 1幅             | 28.0x114.4                        | ボストン美術館       |                     | 款記「周信筆」                           | |
| 山水図屏風                                       | 絹本著色           | 二曲一双        | 169.8x185.6（各）                 | 栃木県立博物館       |                     | 款記「倣雪舟筆意 周信筆」                | 元襖絵。材質や画題から大名クラスの有力者の邸宅を飾っていたとみられるが、伝来は不明。 |
| 蓮池鷺図                                         | 絹本著色           | 1幅             | 95.2x38.5                         | 静岡県立美術館       |                     | 款記「周信筆」                           | 馬越恭平旧蔵 |
| 戯画図巻                                         | 絹本淡彩           | 1巻10図         | 31.2x509.1                        | 大英博物館           |                     | 款記「周信筆」/「如川齋」朱文方印        | |
| 耕作図巻                                         |                    | 1巻             | 31.3x918.0                        | 三重県総合博物館     |                     | 款記「法眼如川周信筆」                   | |
| 聖像                                             | 絹本著色           | 3幅対           |                                   | 山形美術館           |                     | 款記「周信筆」                           | |
| 寿老松鶴梅鶴図                                   | 絹本著色           | 3幅対           | 91.5x26.5（各）                   | 周南市立中央図書館   |                     |                                          | |
| 東方朔・山水図                                   | 絹本墨画淡彩       | 3幅対           | 166.6x96.5（各）                  | 渡辺美術館           |                     | 各幅に款記「周信筆」/「如川図□」朱文方印 | 絵は江戸狩野派様式の定型表現だが、縦が160cmを越え横も1m近い1枚絹に描かれた大作。その大きさから大名道具で、ある特定の場所に掛けることを想定した特注品だと考えられる。周信は元禄14年（1701年）鳥取藩から十人扶持を得ており、現在渡辺美術館に収まっている事から、鳥取藩からの依頼か。 |
| 観漁労図屏風                                     | 紙本著色           | 六曲一隻        | 154.4x349.8                       | 渡辺美術館           |                     | 款記「周信筆」/「如川」朱文方印          | 六曲一双の右隻。皇帝を思わせる人物が漁民の生活を見守る帝鑑図の変形表現。 |
| 「山水人物図」・「蓮池飛燕図」・「林和靖愛梅図」 |                    | 襖各4面の計12面 |                                   | 姫路市・龍門寺       |                     |                                          | 姫路市指定文化財 |
| 琴棋書画図屏風                                   |                    | 六曲一双        | 168.3x370.0（各）                 | 個人                 | 18世紀              | 款記「周信筆」                           | |
| 唐子琴棋書画図屏風                               |                    | 六曲一双        | 122.3x419.2（各）                 | 個人                 | 18世紀              |                                          | |
| 白鷲図（白鷹図）                                 | 紙本墨画           | 1幅             | 103.8x50.2                        | 個人                 |                     | 款記「周信筆」/朱文方印                  | 箱書きにより川越藩の名主・奥貫友山が、寛保2年（1742年）に起こった荒川水域で起こった大水害に際し自主的に救済活動を行い、その褒美として藩主・秋元凉朝から拝領されたとわかる。本作は「白鷹図」として紹介されることが多いが、箱書きには「白鷲」とある。                                |